# Universidad de Jacksonville

Instalaciones deportivas de JU

La Universidad de Jacksonville (Jacksonville University, JU, en idioma inglés), es una universidad privada ubicada en Jacksonville, Florida, en la ribera del río St. Johns, en frente del centro de la ciudad.
Su población estudiantil está compuesta de más de 4.085 estudiantes de pregrado y postgrado, provenientes de los cincuenta estados y de 42 países extranjeros. Tiene un ratio de profesores:estudiantes de 1:15 y acepta el 40% de las solicitudes anuales presentadas. JU es clasificada por "U.S. News Ranking" como "universidad selectiva". Casi el 80 % de sus estudiantes reciben becas asociadas a las notas de sus exámenes de ingreso o por habilidades especiales. Con nuevos programas en expansión, el actual presupuesto anual de esta universidad es de 65 millones.
Entre sus programas de postgrado destacan Doctorado en Práctica de Enfermería (DNP), Doctorado en Administración de Empresas (DBA), Doctorado en Terapia Ocupacional (OTD) y Doctorado en Jurisprudencia (JD).
Los colores de la Universidad de Jacksonville son el verde bosque y el blanco y su mascota es un delfín.

## Historia
Fue fundada en 1934 como la Universidad William J. Porter, pero cambió su nombre a Universidad de Jacksonville un año más tarde, en 1935.

## Ranking académico
Según el U.S. News & World Report la Universidad de Jacksonville se encuentra en la primera categoría de las universidades con maestría y doctorado de la zona sur de Estados Unidos. En la Universidad de Jacksonville han dado clases y conferencias destacadas personalidades como el presidente de la Reserva Federal, Ben Bernanke.
La Universidad de Jacksonville se inscribe dentro de la tradición de enseñanza liberal y profesional. Ofrece más de setenta programas de grado, maestría y doctorado.
A nivel profesional, JU es especialmente reconocida por sus programas de postgrado en Ciencias Marinas, enfermería (doctorado), economía y negocios (siendo una de las pocas universidades en todo el mundo certificadas por la Association to Advance Collegiate Schools of Business, y aeronáutica, el cual opera asociado a firmas como Delta Air Lines, Delta Connection Academy, Atlantic Southeast Airlines, American Eagle Airlines, Chautauqua Airlines, Comair Airlines, and Trans States Airlines. Por su parte, el Equipo de Pilotos de JU compite en la Asociación Interuniversitaria de Vuelo, entre otras ligas. Este programa  es el tercero más grande del país.
Su estructura académica se basa en tres pilares principales: Artes y Ciencias; Bellas Artes y Empresas. En la actualidad se encuentra en desarrolló un nuevo Centro de Investigación de Ciencias Marinas.

## Facultades y escuelas

### Facultad de Artes y Ciencias
Decano: Doctor Douglas M. Hazzard.
División of Humanities
Director: Doctor Scott Kimbrough.
Comunicación
Inglés
Francés
Humanidades
Filosofía
Español
División de Ciencias y Matemáticas
Directora: Doctora LeeAnn Clements.
Biología
Química
Informática
Ingeniería
Física
Ciencias Marinas
Matemáticas
Medicina
Leyes
División de Ciencias sociales
Directora: Doctora Sherri Jackson.
Geografía
Historia
Ciencias Políticas
Psicología
Sociología
Unidad NROTC
Otros cursos y especialidades son dictados en sociedad con otras universidades del estado.

### Facultad de Bellas Artes
Artes visuales
Diseño y arte digital
Danza
Cine
Cristalería
Música
Teatro y artes escénicas

### Facultad de Administración, Empresa y Negocios
Contabilidad
Economía
Negocios generales
Mercadeo
Administración
Finanzas
Negocios Internacionales

### Facultad de Educación
Educación
Educación primaria
Educación física
Educación secundaria
Ciencias del entrenamiento
Gestión deportiva
Cursos de entrenadores

### Facultad de Enfermería
Bachelor en enfermería
Maetría en enfermería y asistencia médica

## Deportes

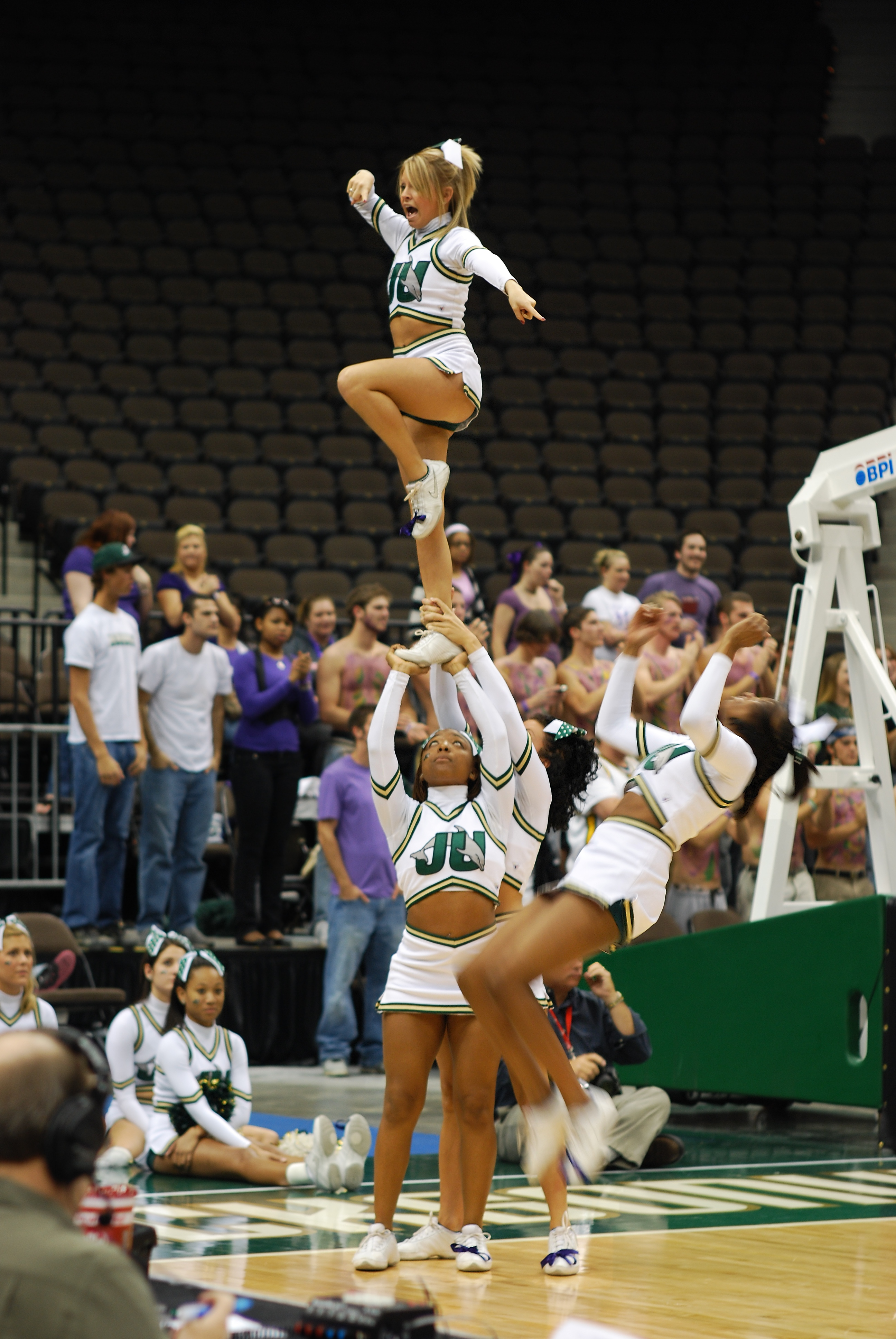
Equipo de animación de JU

Los equipos de la universidad compiten en la Atlantic Sun Conference de la Division I de la NCAA, excepto el equipo de fútbol americano, que lo hace en la Pioneer Football League.
JU ha expandido su programa de remo con la construcción del Centro de Remo Negaard, celebrando sus cincuenta años de su exitoso programa alrededor del mundo, desde el Nilo en Egipto hasta las heladas aguas de Inglaterra.
En 2010 JU sumó a sus disciplinas deportivas los equipos masculino y femenino de lacrosse.Nba

## Vida estudiantil
La vida estudiantil en JU incluye un número muy variado de actividades y organizaciones. Además de las fraternidades y las sororidades, existen diferentes actividades culturales y artísticas, grupos de acción social y servicios profesionales, deportivos, religiosos, recreativos.
Los medios de comunicación de la Universidad incluyen periódicos como The Navigator, una estación de radio, JU108, y diferentes publicaciones literarias y artísticas como The Aquarian, el canal Dolphin Channel, etc.
Según el ranking de la revista Florida Leader magazine, Jacksonville University posee el tercer mejor estilo de vida estudiantil entre las 28 universidades privadas del estado de Florida.

### Fraternidades y sororidades
El 53 por ciento de los estudiantes viven en el campus universitario en alguno de los cinco edificios, compuestos de ocho tipos diferentes de apartamentos (North Hall, Williams Hall, Oak Hall, Botts Hall y Village Apartments).